# Dogana
Dogana es una curazia situada en la esquina noreste del municipio de Serravalle, San Marino. Esta localidad es el asentamiento más poblado de toda la República, con unos 7000 habitantes. Fue separada administrativamente de Serravalle debido a su acusado incremento de población.